# Wspólnota administracyjna Ilmmünster
Wspólnota administracyjna Ilmmünster – wspólnota administracyjna (niem. Verwaltungsgemeinschaft) w Niemczech, w kraju związkowym Bawaria, w rejencji Górna Bawaria, w regionie Ingolstadt, w powiecie Pfaffenhofen an der Ilm. Siedziba wspólnoty znajduje się w miejscowości Ilmmünster.
Wspólnota administracyjna zrzesza dwie gminy wiejskie (Gemeinde): 
- Hettenshausen, 2 001 mieszkańców, 18,60 km²
- Ilmmünster, 2 096 mieszkańców, 13,89 km²